# 282630 Caroljones
282630 Caroljones è un asteroide della fascia principale. Scoperto nel 2005, presenta un'orbita caratterizzata da un semiasse maggiore pari a 3,1532171 au e da un'eccentricità di 0,1280902, inclinata di 10,24243° rispetto all'eclittica.